# Gâteau au chocolat German
Le gâteau au chocolat German, à l'origine German's chocolate cake, est un gâteau au chocolat sur étage, fourré et garni d'un glaçage à la noix de coco et aux noix de pécan. Originaire des États-Unis, il doit son nom à un chocolatier anglo-américain nommé Samuel German, qui a mis au point une formule de chocolat noir à cuire qui a fini par être utilisée dans la recette du gâteau. Il n'est pas vraiment allemand. Le chocolat de cuisson sucré est traditionnellement utilisé pour la saveur du gâteau, mais peu de recettes l'utilisent aujourd'hui. La garniture et/ou le nappage est une crème anglaise faite de jaunes d'œufs et de lait ; une fois la crème anglaise cuite, on y ajoute de la noix de coco et des noix de pécan. Des cerises au marasquin sont parfois ajoutées comme garniture.

## Histoire
Les origines du gâteau au chocolat German remontent à 1852, lorsque le boulanger américain Samuel German a mis au point un type de chocolat noir à cuire pour la Baker's Chocolate Company. La marque du produit, Baker's German's Sweet Chocolate, a été nommée en son honneur.
Le 3 juin 1957, une recette de German's Chocolate Cake est apparue comme la « Recette du jour » dans le Dallas Morning News. Elle a été créée par Mme George Clay, une ménagère du 3831 Academy Drive, Dallas, Texas. Cette recette utilisait le chocolat de cuisson introduit 105 ans auparavant et est devenue très populaire. General Foods, qui possédait la marque Baker's à l'époque, l'a remarqué et a distribué la recette du gâteau à d'autres journaux du pays. Les ventes de chocolat Baker's auraient augmenté de 73 % et le gâteau serait devenu un produit national de base. La forme possessive (German's) a été abandonnée dans les publications ultérieures, formant ainsi l'identité German Chocolate Cake et donnant la fausse impression d'une origine allemande,,.
La recette reste populaire à ce jour et a été adoptée par des entreprises de pâtisserie.